# Chos Malal
Chos Malal è una città dell'Argentina situata nella parte settentrionale della provincia di Neuquén. Ha una popolazione di 11 361 abitanti e si trova ad un'altitudine di 807 metri sul livello del mare.
In origine costituiva la fortezza della "IV Divisione". Fu fondata ufficialmente il 4 agosto del 1887 dal colonnello Manuel Olascoaga, e divenne capitale del Territorio del Neuquén, fino al 1904, anno in cui fu trasferita alla città di Neuquén.
Il nome è di origine Mapuche e significa "cortile giallo", in riferimento al colore acceso assunto dagli alberi durante la stagione autunnale.
Chos Malal è attraversata dai fiumi Neuquén e Curi Leuvú, ed è situata ai piedi dei monti della Cordillera del Viento, che si estende fino al vulcano Domuyo. La Ruta Nacional 40 la collega ad altre città della provincia come Zapala, Junín de los Andes e San Martín de los Andes, mentre la capitale Neuquén dista circa 400 km.